# Hungria nos Jogos Olímpicos de Verão de 2020
A Hungria está representada nos Jogos Olímpicos de Verão de 2020 por um total de 156 desportistas que competem em 22 desportos. Responsável pela equipa olímpica é o Comité Olímpico Húngaro, bem como as federações desportivas nacionais da cada desporto com participação.
Os portadores da bandeira na cerimónia de abertura foram o nadador László Cseh e a esgrimidora Aida Mohamed.

## Medalhistas
A equipa olímpica da Hungria obteve as seguintes medalhas:
| Nome                                                    | Desporto | Competição        |
| ------------------------------------------------------- | -------- | ----------------- |
| Ouro                                                    |          |                   |
| Áron Szilágyi                                           | Esgrima  | Sable ind. M      |
| Kristóf Milák                                           | Natação  | 200 m borboleta M |
| Prata                                                   |          |                   |
| Kristóf Milák                                           | Natação  | 100 m borboleta M |
| Gergely Siklósi                                         | Esgrima  | Espada ind. M     |
| Bronze                                                  |          |                   |
| Tamás Decsi Csanád Gémesi András Szatmári Áron Szilágyi | Esgrima  | Sabr por equipa M |
| Krisztián Tóth                                          | Judô     | –90 kg M          |